# Tomapoderopsis flaviceps
Tomapoderopsis flaviceps is een keversoort uit de familie bladrolkevers (Attelabidae). De wetenschappelijke naam van de soort werd in 1890 gepubliceerd door Jules Desbrochers des Loges.